# Tellenae
Tellenae fu una città del Latium vetus, la cui collocazione è ancora incerta.

## Storia
Secondo la mitologia romana la città fu fondata dagli Aborigeni in conseguenza del rito della primavera sacra.
Strabone cita Tellenae come prossima ai Colli Albani. L'autore non specifica peraltro che alla sua epoca fosse scomparsa, ma si può supporre che fosse ridotta a un villaggio insignificante, e pochi decenni più tardi, ai tempi di Plinio, poteva risultare effettivamente abbandonata del tutto.
Come per Politorium, Tito Livio e Dionigi di Alicarnasso ne riportano la distruzione ad opera di Anco Marzio durante l'espansione di Roma verso il mare nel VII secolo a.C., mentre la popolazione sarebbe stata trasferita sull'Aventino.
Un insediamento nell'attuale località di La Giostra, nella zona di Roma Castel di Leva, tra la via Ardeatina e la via Appia antica, fu identificato da Antonio Nibby come quello di Tellenae. In seguito, l'archeologo britannico Thomas Ashby, accertò che si trattasse solo di un castrum romano del IV secolo a.C., recentemente identificato tra l'altro nell'antica Mugillae . 41.778018°N 12.567268°E
Tellenae sembrerebbe esser stata identificata con un villaggio rinvenuto nella zona Fonte Ostiense, su un pianoro prospiciente il fosso dell'Acqua Acetosa, lungo l'attuale via Laurentina, ma anche in questo caso mancano comunque conferme epigrafiche per l'identificazione. Poco più a nord-est si trova una necropoli, nella quale sono state rinvenute 175 tombe, studiata più approfonditamente che il villaggio.